# JO.LO.AR.
La JO.LO.AR. fue una pistola semiautomática fabricada en España desde 1924 por la empresa STAR, Bonifacio Echeverría S.A., basada en la patente de José López de Arnáiz. Este modelo destacó por su diseño innovador y fue utilizado principalmente por fuerzas policiales.

## Historia y desarrollo
Es un desarrollo de la pistola Extractor Model Sharpshooter y fue fabricada desde 1924 por STAR, Bonifacio Echeverría S.A., según la patente de José López de Arnáiz y rebautizada como JO.LO.AR., acrónimo de las iniciales de su diseñador.
La nueva pistola carecía de guardamonte y fue calibrada para una amplia variedad de cartuchos, tales como el 6,35 x 16 SR, el 7,65 x 17 Browning, el 9 x 17 Corto y el 9 x 23 Largo, con la mayoría de las pistolas exportadas a Perú calibradas para el .45 ACP. La pistola JO.LO.AR. se caracterizaba por su tamaño compacto y facilidad de uso, lo que la hacía popular entre las fuerzas de seguridad en España durante la primera mitad del siglo XX.
Además, su mecanismo se basaba en el diseño del Extractor Model Sharpshooter, adaptado para cumplir con las necesidades del mercado español.
Usuarios:
- España – Fue empleada durante la Guerra Civil Española.
- Perú – Policía Montada del Perú
- Portugal – Compró un pequeño lote.